# Empire

Emblemat Napoleona z inicjałem, wieńcem laurowym i orłem cesarskim

Empire, styl Cesarstwa – odmiana późnego klasycyzmu powstała we Francji w latach 1800–1815, występująca w modzie, architekturze, malarstwie i sztuce użytkowej podczas panowania Napoleona w Europie, zwłaszcza na terenach obecnej Polski (Księstwo Warszawskie) i w Rosji. W Niemczech i Austrii empire współistniał ze stylem Biedermeier. Styl wzorował się na sztuce starożytnej Grecji, Rzymu i Egiptu.

## Ornamenty
Powtarzającymi się ornamentami były kompozycje litery "N", inicjału Napoleona, w wieńcu laurowym, pszczoły, gwiazdy, orły cesarskie z festonami w dziobach oraz draperie z tkanin. Również często wykorzystywano motywy staroegipskie takie jak np. sfinksy i rzymskie kariatydy oraz płaskie pilastry o złoconych głowicach. Cesarzowa Józefina lubiła łabędzie i dlatego motyw tego ptaka był powszechnie wykorzystywany w zdobieniu porcelany, podłokietników, dywanów i draperii.

## Sztuka użytkowa
Twórcami stylu empire byli francuscy architekci Charles Percier oraz Pierre François Louis Fontaine, którzy zaprojektowali meble i wystrój wnętrz dla cesarza. Wydali oni również „Palaise maisons et autres edifices de Rome moderne” (1802, Paryż) oraz „Residences des souverains” (1833, Paryż), w których to zawarli założenia stylu.
Przykładem zastosowania stylu empire są wnętrza pałacyku w Rueil-Malmaison, apartamenty cesarskie w Grand Trianon w Wersalu i w pałacu w Fontainebleau, do tej odmiany neoklasycyzmu należy też łuk triumfalny na Placu du Carrousel.

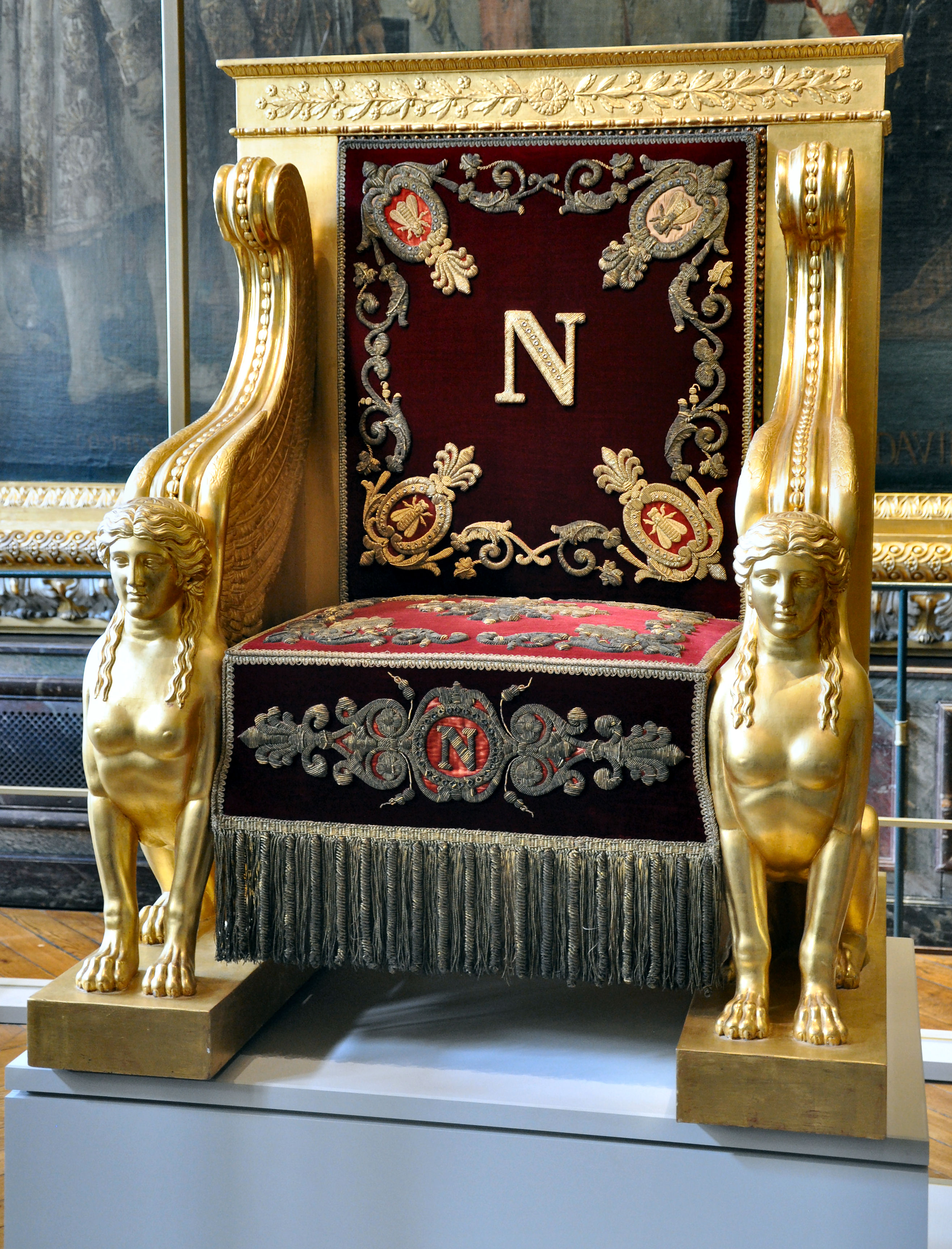
Tron Napoleona w Senacie
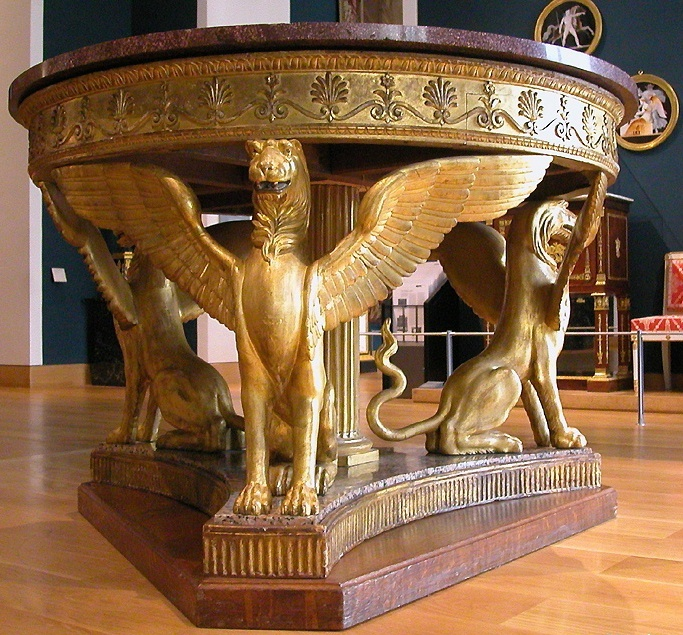
Stolik w stylu empire
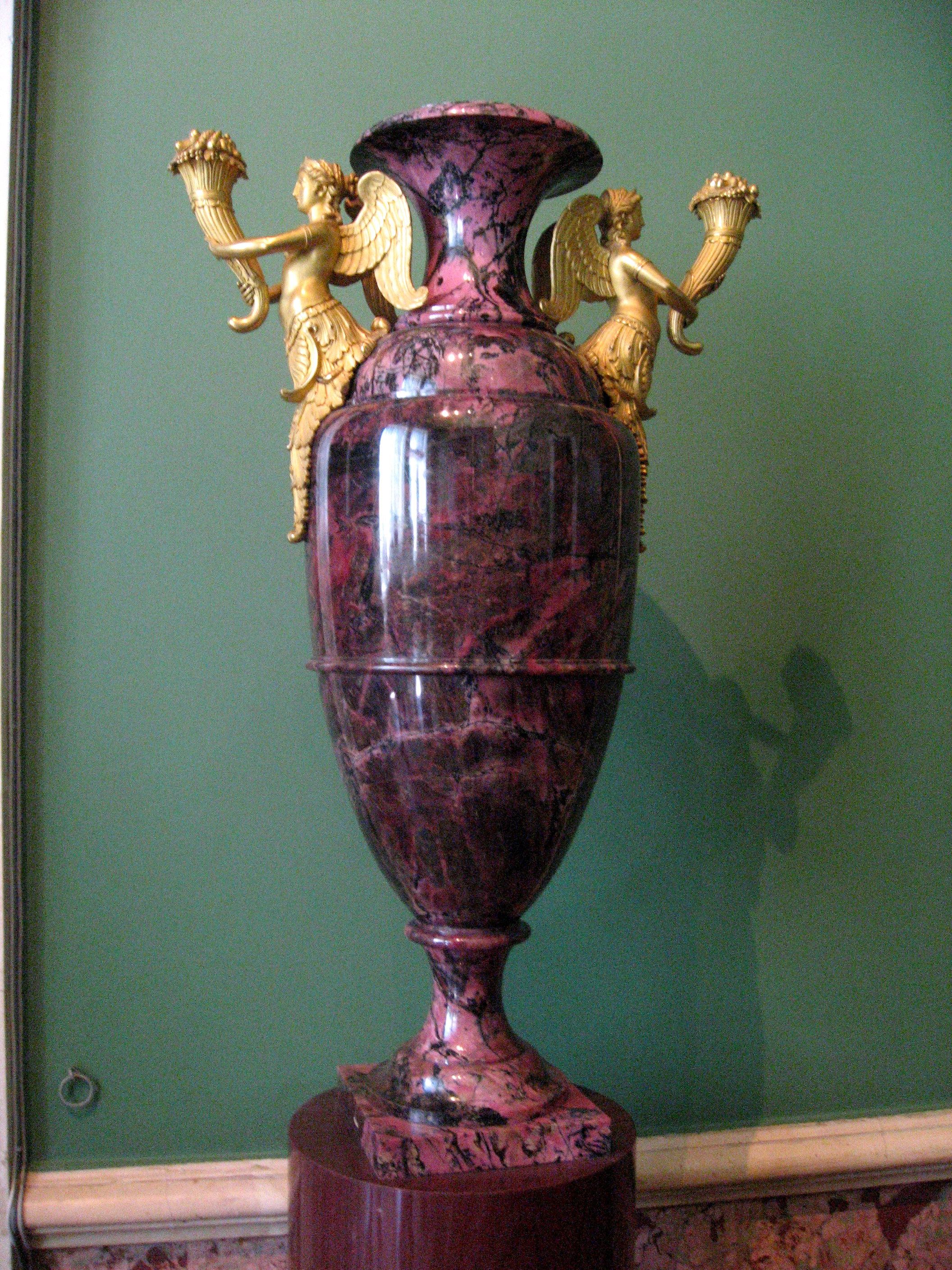
Waza w stylu empire w Ermitażu

## Architektura

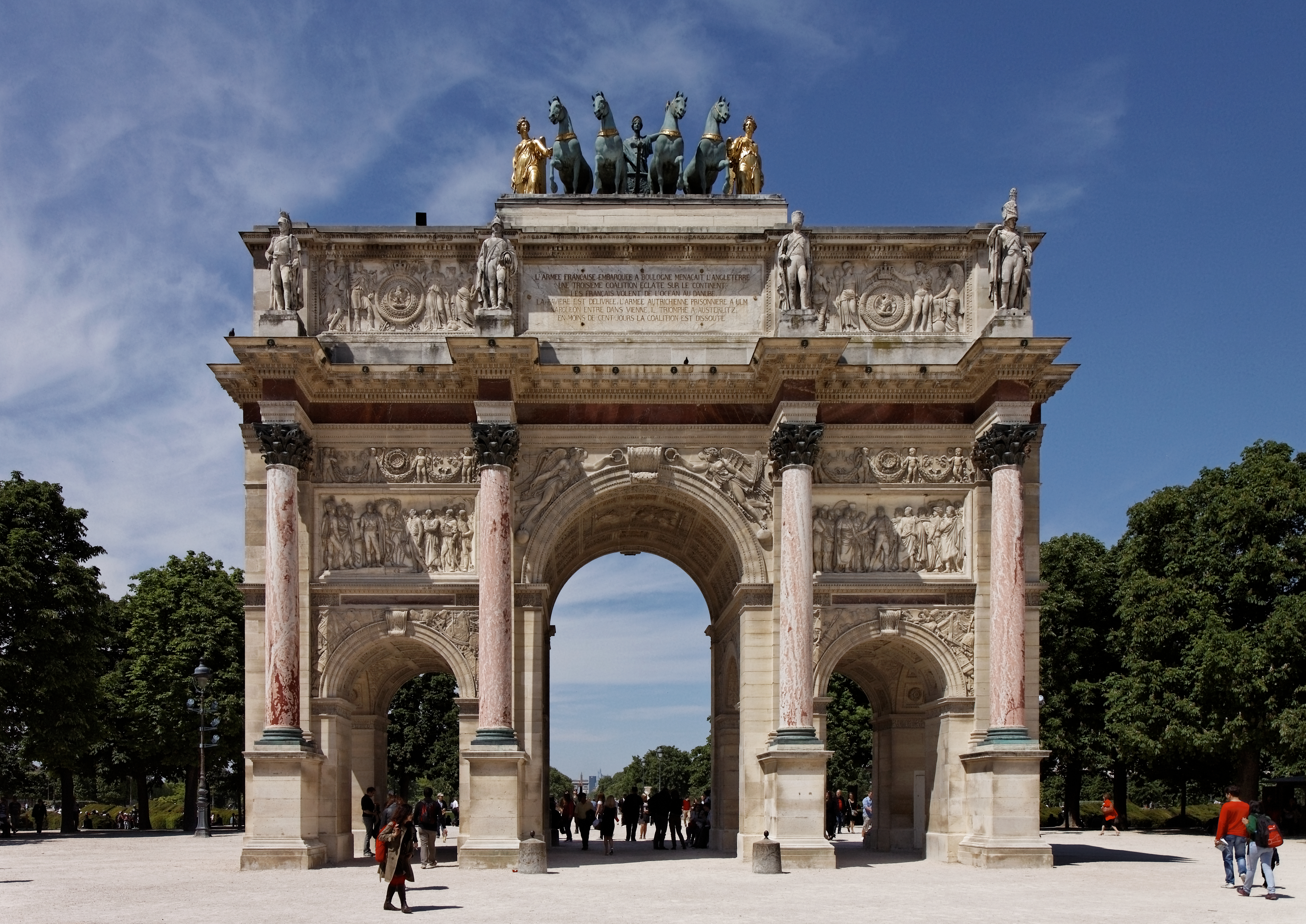
Łuk triumfalny na Placu du Carrousel

Architektura w stylu empire naśladowała elementy architektoniczne rzymskie, greckie i egipskie. Jej cechami charakterystycznymi są ścisła symetria, monumentalizm, surowość formy architektonicznej oraz liczne elementy dekoracyjne. Przykładami budynków są kościół de la Madeleine, Palais Brongniart, łuk triumfalny na Placu Karuzeli oraz Łuk Triumfalny na placu de Gaulle′a; przykładami wnętrz – wyposażenie zamku w Malmaison, pałacu w Luwrze, pałacu wersalskiego i rezydencji królewskiej w Fontainebleau.
W Rosji w stylu empire powstały budowle z początku XIX wieku w Sankt Petersburgu, m.in. budynki Instytutu Górniczego i Admiralicji. 
W Polsce styl reprezentuje m.in. budynek ratusza w Wejherowie oraz pałac Brunszwickich w Kołobrzegu.

## Malarstwo
Malarstwo epoki napoleońskiej nawiązywało do triumfów cesarza i hołubiło jego zwycięstwa. Jacques-Louis David namalował cesarza na trzech obrazach: Koronacja Napoleona, Napoleon przekraczający Przełęcz Świętego Bernarda w 1800 roku i Napoleon w swoim gabinecie. Napoleona i jego żonę malował również François Gérard a Antoine-Jean Gros był oficjalnym artystą armii napoleońskiej i świadkiem naocznym wielu bitew tego okresu. Malarzem cesarzowej był Jean-Baptiste Isabey.

Napoleon przekraczający Przełęcz Świętego Bernarda w 1800 roku pędzla Davida
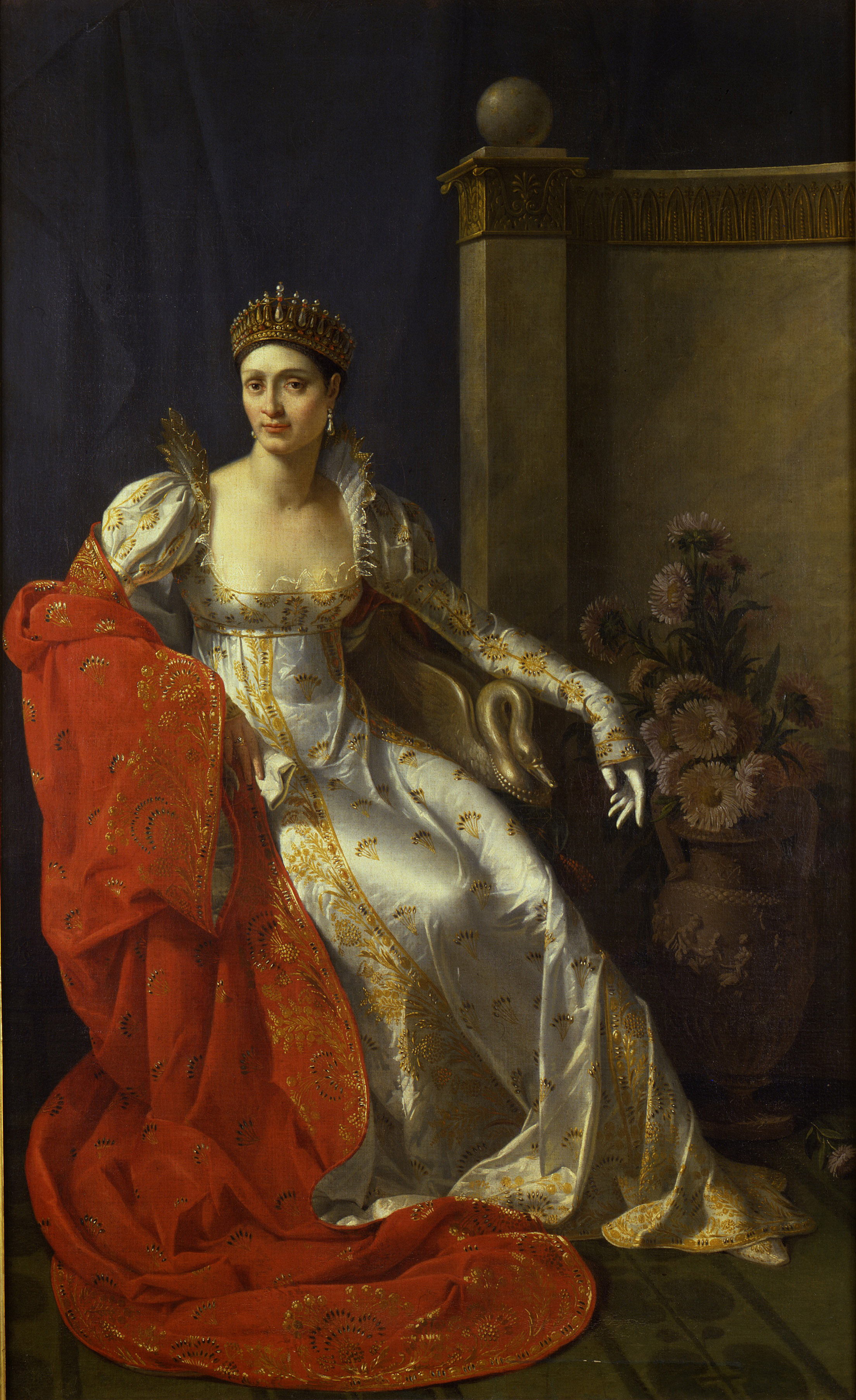
Portret Elizy Bonaparte w stylu empire
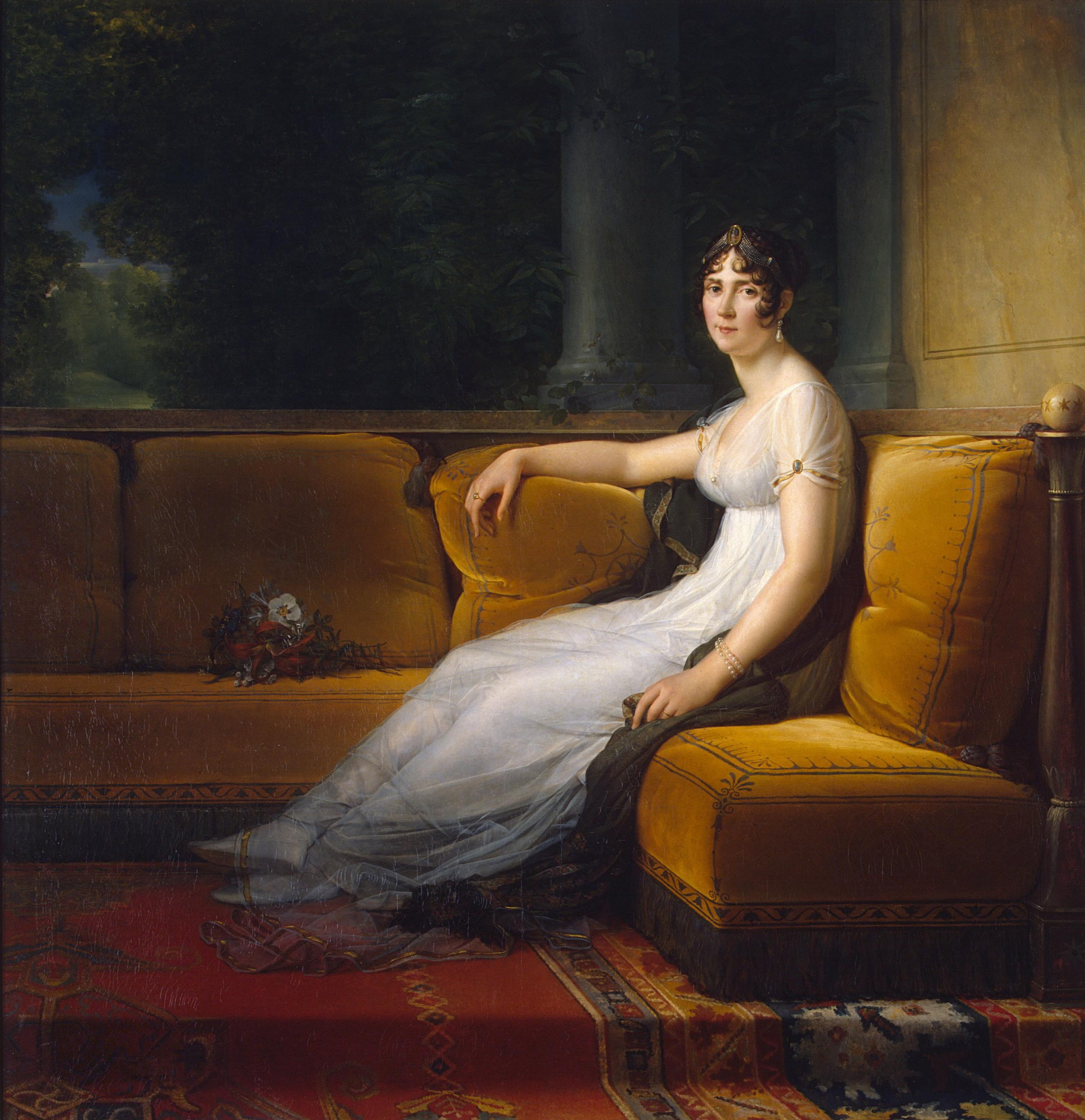
Portret Józefiny, żony cesarza Napoleona pędzla François Gérarda

## Moda
Stroje w stylu empire również zaczerpnęły wiele z antyku. Moda damska podkreślała kobiecość i wdzięk. Długie suknie z dekoltem i pasem pod biustem szyto wykorzystując delikatne tkaniny. Zimowa odzież wykorzystywała również szale, peleryny i płaszcze. Moda męska tego okresu obejmowała frak, odkrywający kamizelkę oraz wysoko zapiętą koszulę z apaszką.

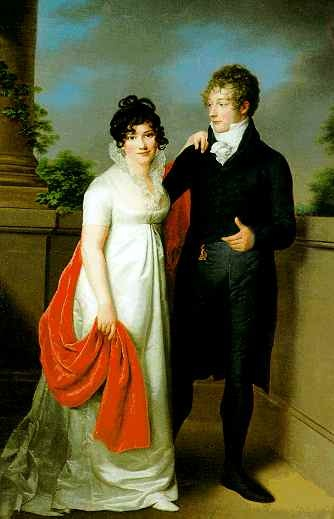
Damska i męska odzież w stylu empire
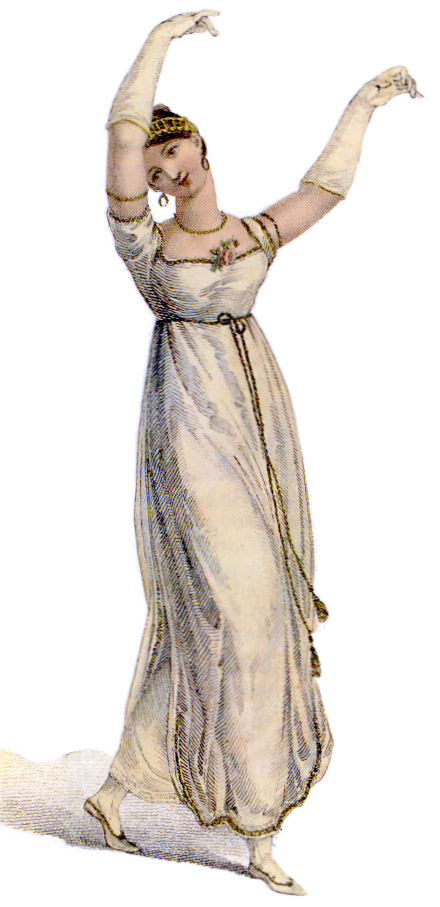
Suknia w stylu empire z 1809 roku
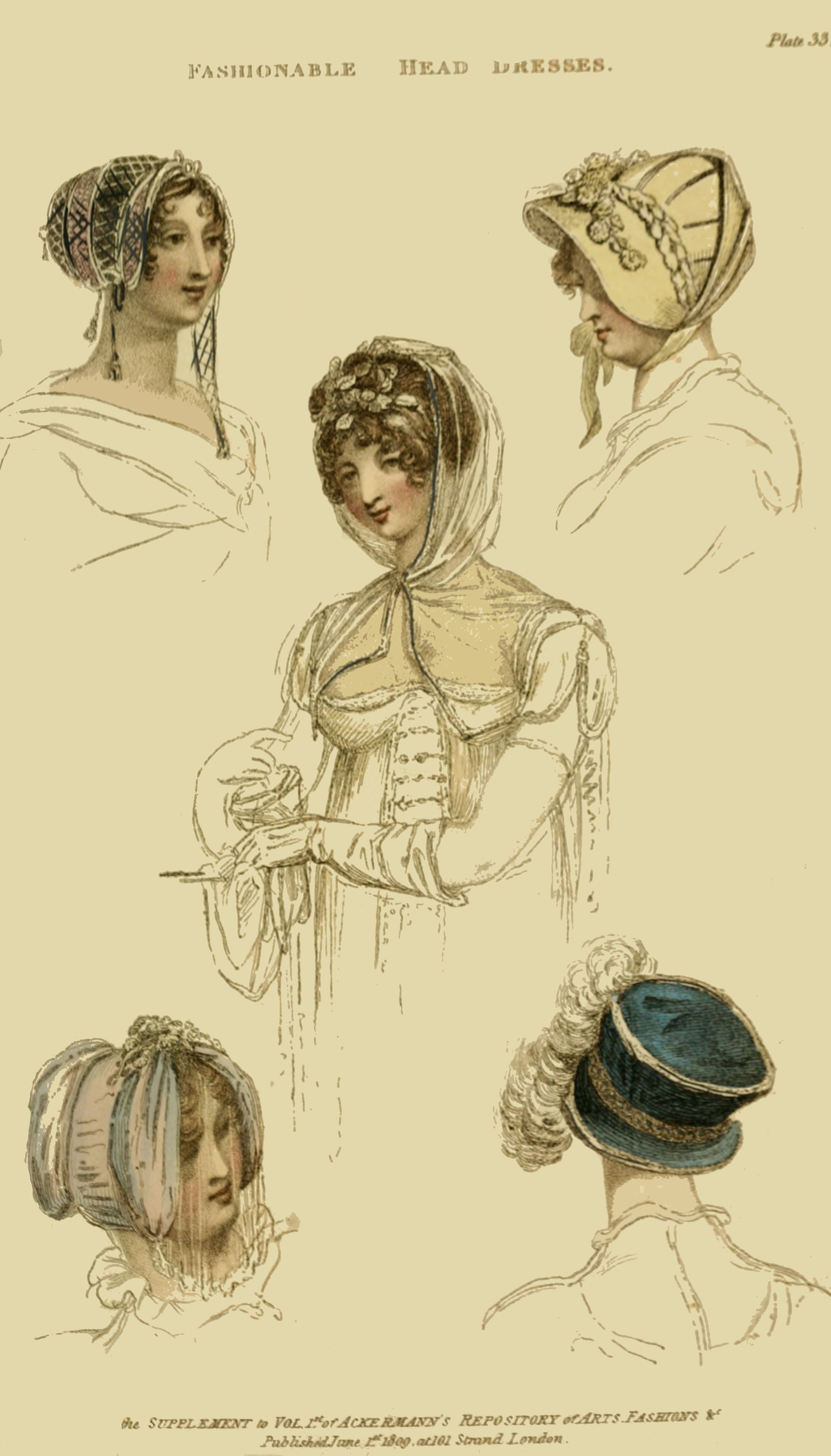
Damskie nakrycia głowy z 1809 roku
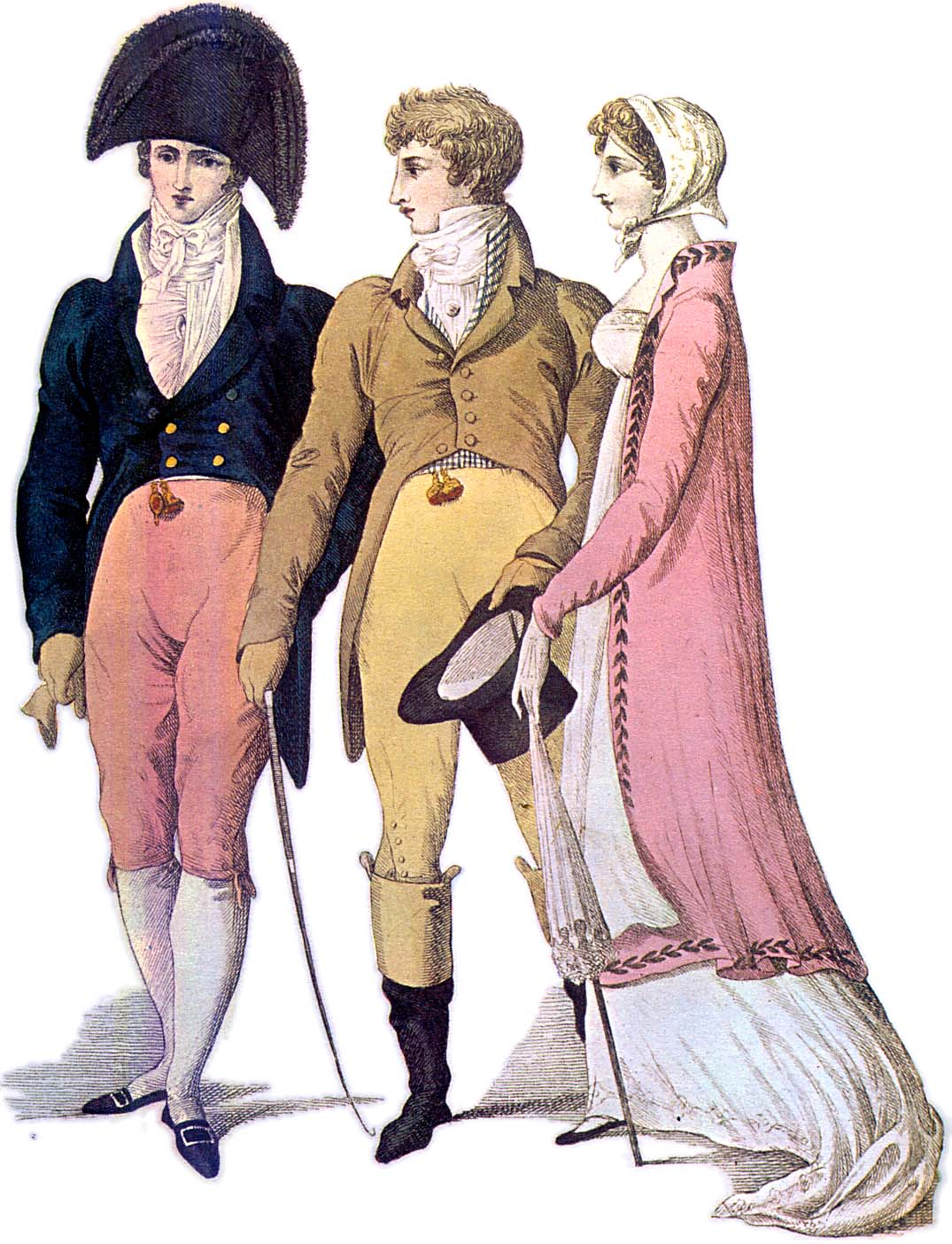
Moda damska i męska z kwietnia 1809 roku
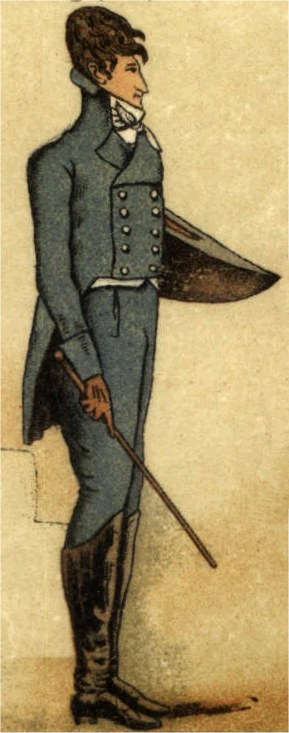
Strój męski